# Hoài Nam tử
Hoài Nam tử (淮南子), tựa đề gốc là Hồng Liệt (鴻烈), là một tác phẩm cổ điển của Trung Quốc thời Tây Hán, được Hoài Nam vương Lưu An cùng các học giả dưới trướng đồng biên soạn và hoàn thành trước năm 139 TCN. Tên gọi "Hồng Liệt" mang ý nghĩa "vĩ đại và sáng tỏ".
Hoài Nam tử là một tác phẩm chứa đựng nội dung phong phú, bao quát nhiều lĩnh vực từ thần thoại, chính trị, triết học, thiên văn học, địa lý, đến tự nhiên học, dưỡng sinh và quân sự. Tác phẩm này kết hợp tư tưởng của nhiều học phái thời Tiên Tần, lấy triết lý Đạo gia làm nền tảng, đồng thời tiếp thu quan điểm của Nho gia và Âm Dương gia. Hoài Nam tử không chỉ điều chỉnh lý thuyết chính trị "vô vi" của Đạo gia thời Tiên Tần, mà còn phát triển thêm thuyết "thiên nhân cảm ứng". Điều này làm cho tác phẩm trở thành một sự tổng hòa của các học thuyết vào đầu thời Hán và được coi là tác phẩm tiêu biểu của trường phái Tạp gia trong Bách gia chư tử. Với lối văn phong hoa mỹ, ngôn từ lãng mạn và đôi khi mang màu sắc huyền bí, Hoài Nam tử sử dụng góc nhìn của các chư hầu để chỉ trích chính sách đại nhất thống và sự tập quyền trung ương của triều đình nhà Hán.
Vào thời Đông Hán, Hoài Nam tử được hai học giả Hứa Thận và Cao Dụ chú giải, góp phần làm rõ nội dung phức tạp của tác phẩm. Đến thời nhà Minh, Hoài Nam tử được đưa vào Chính thống đạo tạng, một bộ sưu tập kinh điển lớn của Đạo giáo. Sang thế kỷ 20, Hoài Nam tử được dịch đầy đủ sang tiếng Việt, tiếng Anh và tiếng Nhật, cùng các bản dịch trích đoạn bằng tiếng Pháp và tiếng Đức.

## Quá trình biên soạn
Hoài Nam Vương Lưu An, cháu trai của Hán Cao Tổ, là người có hoài bão, say mê đọc sách và nghiên cứu học thuật. Ông triệu tập hàng ngàn tân khách và phương sĩ, bao gồm tám nhân vật nổi bật như Tô Phi, Lý Thượng, Tả Ngô, Điền Do, Lôi Bị, Mao Bị, Ngô Bị và Tấn Xương, cùng với các nho sinh nổi danh là Đại Sơn và Tiểu Sơn, để cùng nhau biên soạn sách. Hành động này có thể được lấy cảm hứng từ việc Lã Bất Vi chiêu mộ tân khách biên soạn Lã thị Xuân Thu. Lưu An hy vọng kết hợp tư tưởng của nhiều trường phái khác nhau để lập ra pháp luật cho nhà Hán, cũng như luận giải về đạo trị quốc của đế vương. Ông đã đề ra đại cương cho toàn bộ cuốn sách, phân công các tân khách biên soạn, sau đó tự mình chỉnh sửa và hoàn thiện. Bản thân Lưu An cũng tự viết thiên cuối cùng của sách, có tên là "Yếu Lược".
Năm 139 TCN, Lưu An lần đầu tiên diện kiến Hán Vũ Đế và dâng cuốn sách này, với hy vọng rằng hoàng đế sẽ thực hiện những lý thuyết chính trị được nêu trong sách, nhằm điều chỉnh lại chính sách đại nhất thống và tập quyền trung ương. Hán Vũ Đế rất hài lòng và cất giữ cuốn sách vào nơi bí mật. Đến cuối thời Tây Hán, Lưu Hướng đã hiệu đính bộ sách trong tàng thư cung đình và đặt tên cho tác phẩm là Hoài Nam tử, xếp vào loại tác phẩm của "Tạp gia". Các học giả thời Đông Hán như Hứa Thận và Cao Dụ đều chú giải cuốn Hoài Nam tử, nhưng về sau hai bản chú giải này bị trộn lẫn và bản chú còn lại truyền đến thời Tống đã bị thất lạc một phần. Ngoài Hoài Nam tử, Lưu An cùng các tân khách cũng đã biên soạn thêm 33 thiên Hoài Nam ngoại biên và 8 quyển Hoài Nam trung biên luận về tiên thuật và luyện kim thuật, nhưng chỉ có Hoài Nam nội biên được lưu truyền đến ngày nay.

## Cấu trúc và nội dung
Hoài Nam tử gồm 21 thiên: 1. Nguyên Đạo (原道), 2. Thúc Chân (俶真), 3. Thiên Văn (天文), 4. Địa Hình (地形), 5. Thời Tắc (時則), 6. Lãm Minh (覽冥), 7. Tinh Thần (精神), 8. Bản Kinh (本經), 9. Chủ Thuật (主術), 10. Mâu Xưng (繆稱), 11. Tề Tục (齊俗), 12. Đạo Ứng (道應), 13. Phạm Luận (氾論), 14. Toàn Ngôn (詮言), 15. Binh Lược (兵略), 16. Thuyết Sơn (說山), 17. Thuyết Lâm (說林), 18. Nhân Gian (人間), 19. Tu Vụ (脩務), 20. Thái Tộc (泰族), 21. Yếu Lược (要略). Toàn bộ 21 thiên này có thể được chia thành ba phần chính: phần thứ nhất gồm từ thiên thứ 1 đến thiên thứ 8 là những nguyên lý cơ bản; phần thứ hai gồm từ thiên thứ 9 đến thiên thứ 20 là Ứng dụng và giải thích; phần thứ ba, thiên 21, Yếu Lược, là phần hậu ký, tổng kết và đại cương, đây cũng là phần "tự thuật" của tác giả, giải thích ý nghĩa tổng quát của toàn bộ tác phẩm.
Nội dung Hoài Nam tử dựa trên lý thuyết về sự hình thành vũ trụ của Đạo gia, kết hợp với lý luận trong Đạo đức kinh về "Đạo sinh Nhất, Nhất sinh Nhị, Nhị sinh Tam, Tam sinh vạn vật". Thiên đầu tiên, Nguyên Đạo, luận về khái niệm "Đạo", sau đó thiên "Thúc Chân" giải thích về "Nhất", kế tiếp là Thiên Văn và Địa Hình diễn giải "Nhị" – tức là Trời và Đất. Để làm rõ sự vận hành cụ thể của trời đất, thiên "Thời Tắc" được thêm vào. Thiên 6 và 7, "Lãm Minh" và "Tinh Thần", bàn về sự liên kết giữa thiên nhiên và nhân loại, tức là thuyết "thiên nhân cảm ứng". Thiên 8, "Bản Kinh", luận về các nguyên lý cơ bản trong xã hội loài người. Thiên thứ 9, "Chủ Thuật", đề cập đến kỹ nghệ trị quốc của người cầm quyền. Mười một thiên tiếp theo luận giải về các khía cạnh của xã hội loài người, như thiênTề Tục nói về những điểm chung trong đời sống giữa các vùng khác nhau dù có sự khác biệt về phong tục, lịch sử và những vấn đề về tính phổ quát và đặc thù trong xã hội loài người.
Một số học giả cho rằng cấu trúc của Hoài Nam tử bắt đầu với tư tưởng của Lão Trang, làm nền tảng cho toàn bộ tác phẩm, nhưng kết thúc lại chuyển sang tư tưởng Nho gia. Thiên 19, "Tu Vụ", đứng trên quan điểm Nho gia để phản biện tư tưởng Đạo gia, và thiên 20, "Thái Tộc", là phần tổng kết của toàn bộ sách, trong đó trọng tâm là tư tưởng nhân nghĩa và đạo đức theo quan điểm Nho gia, thay vì sự "hư vô, tĩnh lặng" trong quan điểm đạo đức của Đạo gia. Hoài Nam tử có nội dung đa dạng, bao gồm thần thoại cổ đại, chính trị đương thời, giai thoại lịch sử, thiên văn học, địa lý học và triết học. Tác phẩm tổng hợp tư tưởng từ nhiều học phái trong Bách gia chư tử, trích dẫn hơn 800 đoạn từ các cổ thư. Cuốn sách thường tái cấu trúc những đoạn văn của các học thuyết Tiên Tần để thể hiện quan điểm mới. Thiên "Đạo Ứng" tiếp nối phong cách của Hàn Phi tử bằng cách sử dụng những câu chuyện lịch sử để chứng minh cho Đạo Đức Kinh. Thiên "Thuyết Sơn" và "Thuyết Lâm" thu thập những ngạn ngữ, châm ngôn phổ biến đương thời, mang phong cách của các tập ngữ lục. Nhiều đoạn trong sách bộc lộ tâm trạng oán than của Lưu An và các tân khách khi đối mặt với việc bị vu oan và đàn áp. Dù phong cách toàn bộ tác phẩm nhất quán, nhưng nội dung giữa các thiên lại có sự khác biệt. Chẳng hạn, thiên Bản Kinh chỉ trích nền chính trị hiện thời và phủ nhận giáo hóa Nho gia, trong khi thiên Lãm Minh lại ca ngợi sự trị vì của Hán Vũ Đế. Về vấn đề "học vấn", sách thể hiện sự mâu thuẫn: một mặt phê phán học thuyết Nho gia, mặt khác lại phản đối Lão Trang vì không coi trọng tri thức.

## Tư tưởng

### Đặc điểm Tạp gia
Hoài Nam tử được coi là tác phẩm thuộc trường phái Tạp gia trong Bách gia chư tử. Cả Hán thư lẫn Tùy thư đều xếp tác phẩm này vào thể loại Tạp gia. Cùng với Lã thị Xuân Thu của Lã Bất Vi, Hoài Nam tử được xem là một trong hai tác phẩm quan trọng nhất của trường phái này. Tác phẩm này thu thập nhiều ý tưởng của Bách gia chư tử, nhưng màu sắc Đạo gia là nổi bật nhất. Hoài Nam tử thể hiện tư tưởng Hoàng Lão, lấy "Đạo" của Đạo gia làm nền tảng tư tưởng, nhấn mạnh sự "tuân theo tự nhiên", đồng thời tiếp thu tư tưởng nhân nghĩa của Nho gia và kỹ thuật cai trị của Pháp gia, từ đó tạo nên lý luận chỉ đạo chính trị thời Hán. Hoài Nam tử lấy tư tưởng Đạo gia làm nền tảng, nhưng kết hợp thêm các học thuyết khác, khiến tư tưởng của nó trở nên linh hoạt và thực tiễn hơn.

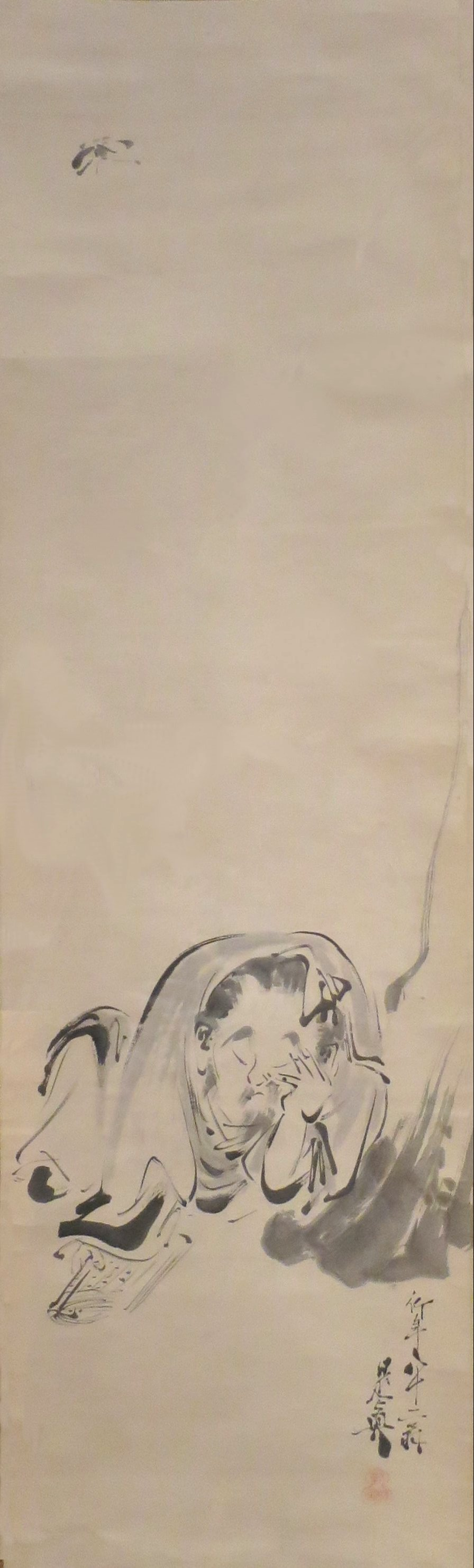
Hoài Nam tử chịu ảnh hưởng sâu sắc từ tư tưởng của Đạo gia, đặc biệt là Trang Tử. Trang Tử nổi tiếng với lối viết giàu hình tượng và các truyện ngụ ngôn mang tính triết lý sâu sắc, như điển tích về "Trang Chu mộng hồ điệp" (hình). Hoài Nam tử kế thừa phong cách này, sử dụng nhiều câu chuyện ngụ ngôn để minh họa triết lý, chẳng hạn như các câu chuyện về trời đất, vũ trụ, và con người.

Lưu An cho rằng, lý thuyết của Đạo gia thời Tiên Tần thiếu tính thực tiễn, trong khi sự giáo hóa đạo đức của Nho gia lại không hoàn toàn phù hợp với thực tế. Vì vậy, Hoài Nam tử kết hợp tư tưởng tự nhiên của Đạo gia và lợi ích của dân chúng trong Nho gia vào hệ thống Pháp gia của triều Hán, từ đó phát triển thành lý luận cai trị nhằm đối phó với xu hướng tập quyền trung ương. Tác phẩm phát triển các khái niệm của Lão Trang như "thiên", "vô vi", "vô hình", "nhất", và "tự đắc". Các khái niệm Thái Nhất và Nhất đều có nghĩa tương đồng với "Đạo". Nhiều câu trong sách được trích từ Đạo đức kinh và Nam Hoa kinh, dựa trên tư tưởng Lão Trang để điều hòa các học thuyết Tiên Tần. Về chính trị, Hoài Nam tử phần lớn dựa trên quan điểm của Lão Tử, còn về nhân sinh, tư tưởng của Trang Tử chiếm ưu thế, đặc biệt thể hiện rõ qua các thiên như "Tinh Thần", "Bản Kinh" và "Tề Tục". Thiên "Nguyên Đạo" và "Thúc Chân" lần lượt lấy cả Lão lẫn Trang làm cơ sở lý luận.
Nhìn chung, trong sách Hoài Nam tử, Trang Tử có vai trò lớn hơn so với Lão Tử. Trong tổng số 33 thiên hiện còn của Nam Hoa kinh, có tới 30 thiên được Hoài Nam tử vay mượn, với tổng cộng 101 đoạn trích dẫn. Ví dụ, thiên "Thúc Chân" của Hoài Nam tử có 15% câu và 33% nội dung trích từ Nam Hoa kinh. Thiên "Nguyên Đạo" bàn về khái niệm "vô vi", tương đồng với thiên "Đạo Nguyên" trong Hoàng đế Tứ kinh thuộc Hoàng Lão đạo. Hoài Nam tử chủ trương rằng, trong lĩnh vực tư tưởng học thuật không nên độc tôn một trường phái nào. Tác phẩm ngầm phê phán chính sách độc tôn Nho thuật của Hán Vũ Đế, gọi Kinh Thi và Kinh Xuân Thu là những sản phẩm của thời kỳ suy thoái, không đại diện cho lý tưởng "vương đạo". Hoài Nam tử cũng phê phán Đổng Trọng Thư vì quá tôn sùng Kinh Xuân Thu. Tuy nhiên, một số học giả lại cho rằng vào thời điểm Hoài Nam tử được viết, Hán Vũ Đế trên thực tế chưa thực hiện chính sách độc tôn Nho giáo. Bản thân tư tưởng Hoàng Lão trong Hoài Nam tử thực ra lại khá phù hợp và gần gũi với tư tưởng của chính quyền trung ương lúc bấy giờ.
Hoài Nam tử kết hợp tư tưởng của Nho gia và Đạo gia, trích dẫn rất nhiều từ các kinh sách Nho gia và phát triển ý nghĩa sâu sắc Lục kinh. Tuy phê phán Kinh Thi, song Hoài Nam tử trích dẫn tác phẩm này tới 29 lần. Tư tưởng Nho gia trong sách chủ yếu dựa trên dòng tư tưởng của Tử Tư và Mạnh Tử. Thiên "Tu Vụ" vay mượn ý tưởng của Tuân Tử, trong khi thiên "Mạo Xưng" lại gần gũi với tư tưởng của Tử Tư. Thiên "Phạm Luận" nhấn mạnh đời sống dân sinh, quan điểm rất giống với Nho gia. Thiên "Thái Tộc" đặc biệt chú trọng vai trò của lễ nhạc và học thuật, tôn vinh vị thế của Lục kinh và dùng Lục kinh để thay thế cho Đạo gia. Tác phẩm trích dẫn Đạo đức kinh hơn 60 lần và Kinh Dịch 10 lần, hòa quyện lý luận về sự hình thành vũ trụ của hai tác phẩm này. Một số thiên sử dụng quan điểm từ Đạo đức kinh để đánh giá thấp các đức tính nhân nghĩa, trong khi những thiên khác lại ca ngợi nhân nghĩa, đạo đức, như trong tư tưởng của Mạnh Tử. Một số học giả cho rằng, Hoài Nam tử là sự kết hợp giữa tư tưởng Hoàng Lão và thuyết âm dương ngũ hành, trong đó khái niệm chính là thuyết "thiên nhân cảm ứng", kế thừa từ Âm Dương gia, cho rằng các sự vật cùng loại sẽ có sự cảm ứng tự nhiên. Các thiên "Thiên Văn" và "Thời Tắc" đều dựa trên tư tưởng Âm Dương gia. Hoài Nam tử cũng tiếp thu các lý luận y học đương thời, so sánh ngũ tạng với ngũ hành, ngũ phương, ngũ sắc, và liên hệ cấu trúc cơ thể con người với hiện tượng thiên văn. Ngoài ra, Hoài Nam tử cũng chịu ảnh hưởng của Mặc gia, phản đối việc con cái để tang cha mẹ ba năm, đề xuất tiết kiệm và đơn giản hóa tang lễ. Thiên "Chủ Thuật" bề ngoài có vẻ thiên về Pháp gia, sử dụng nhiều khái niệm và ẩn dụ của Pháp gia, nhưng vẫn bao hàm cả tư tưởng Đạo gia và Nho gia. Các thiên "Tề Tục" và "Tu Vụ" lại có nội dung liên quan đến tư tưởng của Nông gia.

### Thuyết tự nhiên

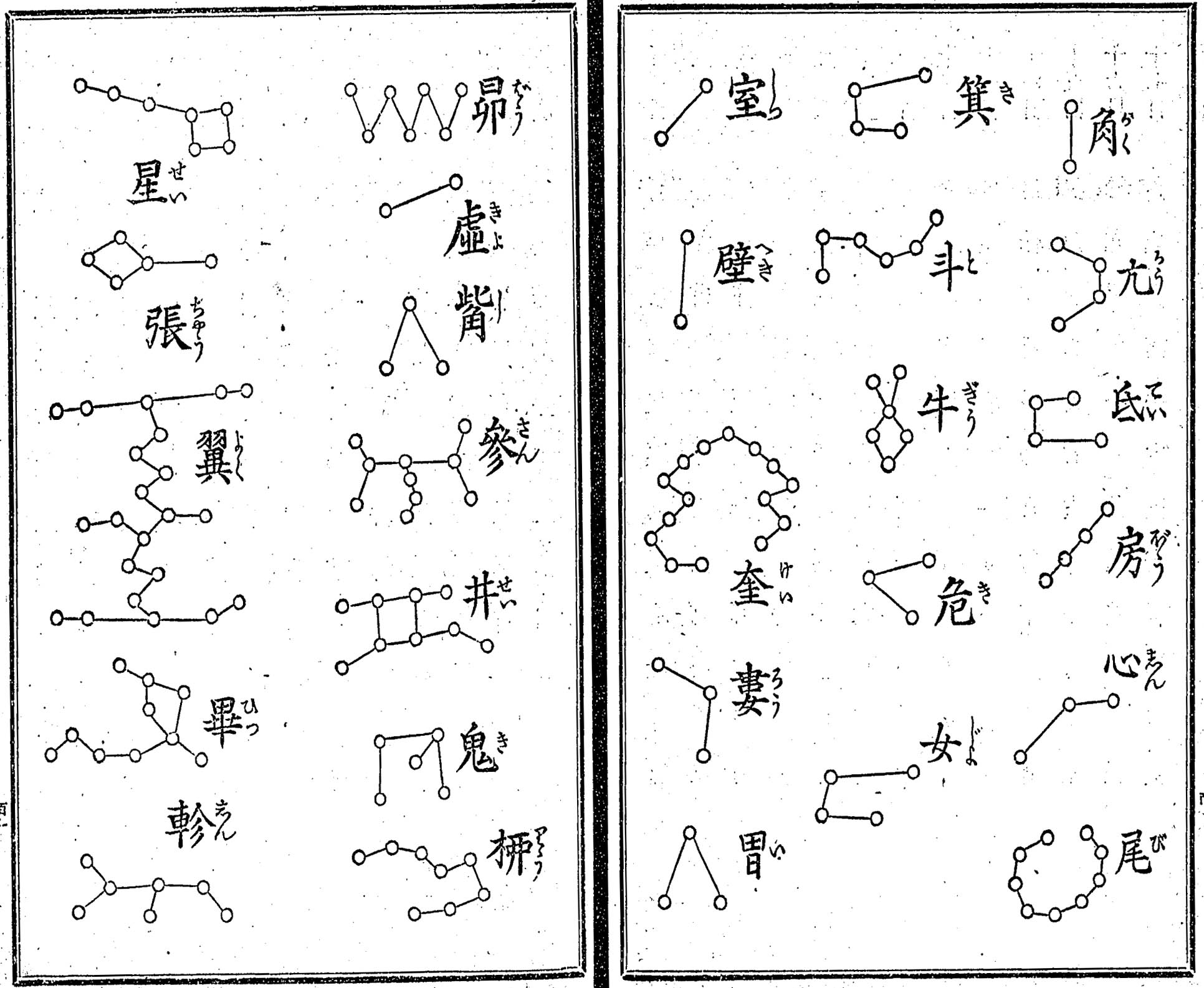
Sơ đồ Nhị thập bát tú của Âm Dương sư Abe no Seimei (921–1005). Theo Hoài Nam tử, khí của 28 chòm sao trên trời tương ứng với các quốc gia trên mặt đất; khí của đất ảnh hưởng đến thể chất, tính cách và trí tuệ của con người.

Hoài Nam tử cho rằng "hữu sinh ư vô" (có sinh ra từ không). Ban đầu, khi đất trời chưa phân chia, hai khí âm dương chưa phân hóa, chỉ có một hỗn độn gọi là "khí", còn gọi là "Đạo" hoặc "Thái Ất". Sau đó, khí này phân hóa thành khí âm và dương: dương khí nhẹ và trong, bay lên trên tạo thành trời; âm khí nặng và đục, chìm xuống dưới tạo thành đất. Dương khí nóng sinh ra lửa, tinh chất của lửa hình thành mặt trời; âm khí lạnh sinh ra nước, tinh chất của nước tạo thành mặt trăng. Sự thay đổi của thiên thể và khí hậu đều bắt nguồn từ sự vận động của hai khí âm dương. Sự luân chuyển liên tục giữa hai khí âm dương trong vũ trụ tạo ra sự thay đổi của bốn mùa trong năm.
Vạn vật đều được sinh ra từ sự kết hợp của âm và dương, từ sự tương tác giữa cương và nhu. Sự khác biệt của muôn vật là do tính chất khác nhau của hai khí âm và dương. Ở một số đoạn, Hoài Nam tử cho rằng "Đạo" chính là khí bao trùm khắp trời đất, theo thuyết "khí là nguồn gốc duy nhất của vũ trụ" (khí nhất nguyên luận). Về vũ trụ quan, Hoài Nam tử dựa trên thuyết "Cái Thiên", cho rằng trời tròn, đất vuông, bầu trời như một cái lọng che phủ khắp bốn phương của mặt đất. Núi Côn Lôn nằm ở trung tâm trời đất, tương ứng với sao Bắc Cực. Hoài Nam tử cũng phát triển khái niệm "phân dã", cho rằng các chòm sao trên trời là chủ quản của từng khu vực địa lý riêng, nghĩa là khí của mỗi chòm sao chi phối một vùng đất và dân tộc nhất định. khí của đất ảnh hưởng đến thể chất, tính cách và trí tuệ của con người. Điều này có nghĩa rằng những thay đổi trên bầu trời sẽ ảnh hưởng đến các sự kiện và con người trên mặt đất.
Hoài Nam tử kế thừa thuyết "Cảm ứng" của Âm Dương gia, cho rằng những vật cùng loại sẽ cảm ứng với nhau theo quy luật tự nhiên. Khí của con người tương đồng với khí của tự nhiên, do đó giữa con người và tự nhiên có thể cảm ứng với nhau.  Những người có khí tinh thần mạnh mẽ, như các thánh nhân, có thể tác động đến khí trong vũ trụ. Ngoài ra, sinh vật cũng có mối liên hệ cảm ứng với môi trường tự nhiên mà nó sinh sống.

### Trị thế và xử thế

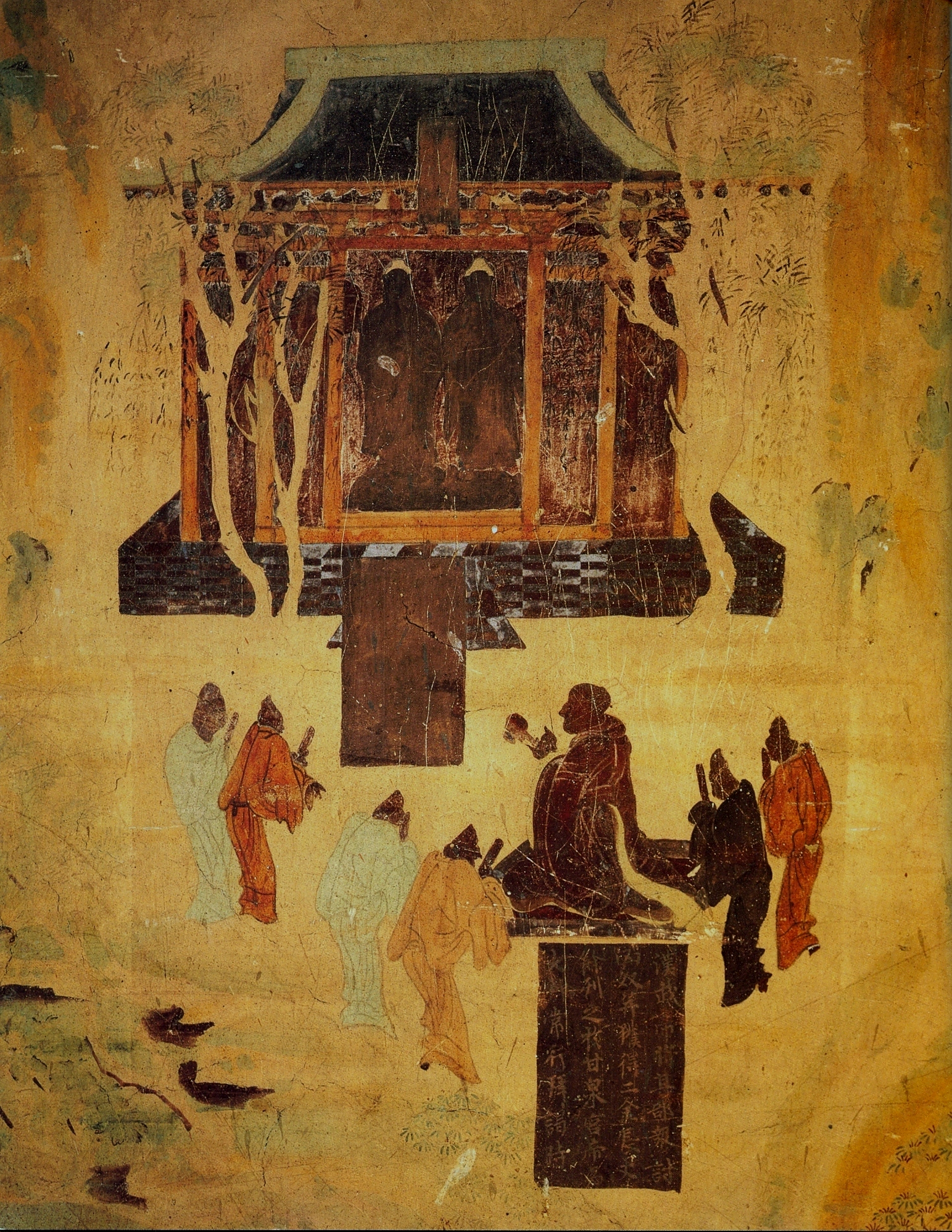
Tư tưởng "vô vi" trong Hoài Nam tử ngầm phê phán chính sách tập trung quyền lực của Hán Vũ Đế. Bích họa mô tả Hán Vũ Đế từ hang Mạc Cao số 323, niên đại thế kỷ 8.

Hoài Nam tử đưa ra những lời khuyên cho bậc quân vương, bàn về thuật trị quốc và tìm kiếm cách để xây dựng một trật tự chính trị hoàn hảo. Tác phẩm cho rằng một trật tự hoàn hảo chỉ có thể xuất phát từ một vị vua lý tưởng, được gọi là "Chân Nhân". Trong tác phẩm, khái niệm "vô vi" được diễn giải theo cách mới. Các thiên "Tu Vụ" và "Thái Tộc" cho rằng quan niệm "vô vi" của Đạo gia thời Tiên Tần mang tính tiêu cực, và đề xuất rằng vô vi thực sự là không có tư lợi và hành động hợp lý theo quy luật tự nhiên. "Vô vi" không có nghĩa là không làm gì cả, mà là hành động dựa trên các điều kiện khách quan và phù hợp với quy luật tự nhiên. Ngược lại với "vô vi" là "hữu vi", tức là làm theo ý chí chủ quan và đi ngược lại tự nhiên.
Hoài Nam tử cũng tiếp thu tư tưởng "vô vi" của Pháp gia, tức là "vua nhàn, bề tôi vất vả". Theo đó, một nhà cai trị nên để các thuộc hạ làm việc mà không trực tiếp hành động, sử dụng trí tuệ và sức lực của người khác để đạt thành tựu lớn. Đây chính là lý tưởng "vô vi nhi vô bất vi" (không làm gì mà không gì không làm được). Tuy nhiên, Hoài Nam tử không ủng hộ chế độ chuyên chế khắc nghiệt của Pháp gia, mà thay vào đó ủng hộ sự tự nhiên và hài hòa của Đạo gia. Luật pháp, theo Hoài Nam tử, được tạo ra để bảo vệ lợi ích chung và kiểm soát cả người cầm quyền, không để họ vượt qua pháp luật, giống như khái niệm pháp trị hiện đại. Một vị "Chân nhân" muốn trị vì thiên hạ phải biết "an dân", và để an dân thì phải giảm bớt công việc, tiết kiệm sức dân và thực hành tiết kiệm. Điều này có nghĩa là người cai trị phải tiết chế ham muốn của mình – đó chính là "vô vi" trong chính trị. Những tư tưởng về tiết kiệm và giảm công việc này cũng là một sự ngầm phê phán chính sách tập trung quyền lực của Hán Vũ Đế và triều đình nhà Hán. Thuyết "vô vi" này cũng trở thành cơ sở để giảm bớt quyền lực tập trung của nhà vua.
Về mặt chính trị, Hoài Nam tử chủ trương rằng người cai trị cần khoan dung và hòa hợp các ý kiến khác nhau, điều này sẽ giúp duy trì sự ổn định lâu dài. Trong thiên "Tề Tục", tác phẩm mượn lời từ thiên "Tề Vật Luận" trong Nam Hoa kinh để nhấn mạnh rằng các lễ nghi và phong tục địa phương mỗi vùng đều có giá trị riêng, không có cái nào hơn cái nào. Tác phẩm chủ trương rằng không cần phải đồng nhất hóa phong tục và thể chế trong thiên hạ, mà nên để cho mỗi vùng tự do phát triển theo cách riêng của mình. Người xưa và người nay, người Hán và các dân tộc khác đều có phong tục khác biệt, nhưng tất cả đều có giá trị riêng. Nếu mỗi vùng đều được sống theo điều kiện của mình, thì dân chúng có thể sống yên vui. Nếu một vị vua cố gắng ép buộc sự đồng nhất, điều đó sẽ gây hại cho sự sống còn của xã hội. Thiên "Tề Tục" còn ngầm phản đối sự tập trung quyền lực vào trung ương và ủng hộ quyền tự do của các chư hầu, cho rằng mỗi vùng nên được tự do phát triển theo cách riêng của mình, không cần phải ép buộc thống nhất.
Hoài Nam tử cho rằng trong thế giới, những điều như họa phúc, lợi hại, được mất, thành bại tuy đối lập nhau nhưng thường xuyên chuyển hóa lẫn nhau. Sự phát triển của sự việc chính là quá trình chuyển hóa giữa các mặt đối lập này. Tác phẩm cũng chỉ trích sự suy đồi của phong tục xã hội thời bấy giờ: lễ nghĩa bị bóp méo, lời nói và hành động không chân thành, người ta chỉ tìm cách đánh bóng tên tuổi và lợi dụng lẫn nhau, dẫn đến bạn bè, người thân trở nên xa lạ, lễ nghĩa mất đi ý nghĩa thực sự. Tác phẩm phản đối những lễ giáo giả tạo, cho rằng lễ nhạc nên nhất quán từ trong ra ngoài, phù hợp với thời đại và phong tục và nên thay đổi để thích ứng với bản tính con người. Một số thiên phê phán việc con người đã bỏ qua "Đạo". Sau thời kỳ thịnh vượng và hòa hợp xa xưa, xã hội đã bước vào giai đoạn suy thoái vào cuối thời nhà Chu, tuy đặt ra lễ nhạc nhưng lại xa rời bản tính tự nhiên của con người. Tuy vậy, cũng có những thiên ca ngợi sự tiến bộ của xã hội, ủng hộ sự phát triển của văn minh, sự tích lũy tri thức và giáo hóa, khen ngợi sự đóng góp của các thánh nhân trong việc phát triển văn minh. Tác phẩm cũng ca ngợi việc nhà Hán thống nhất thiên hạ, khôi phục lại đạo đức thời Ngũ Đế.
Về bản tính con người, tác phẩm cho rằng con người vốn thuần phác, không có thiện hay ác cố định. Môi trường sống có ảnh hưởng quan trọng đến sự phát triển tính cách. Quan điểm này tương đồng với Mặc Tử và Cáo Tử, nhưng khác biệt với Mạnh Tử và Tuân Tử. Thiên "Tu Vụ" đặc biệt nhấn mạnh vai trò của môi trường và sự rèn luyện, cho rằng khả năng học hỏi và tiến bộ là điểm phân biệt con người với loài vật. Quá trình rèn luyện không chỉ giúp trau dồi bản thân mà còn là cách để kế thừa kinh nghiệm của người đi trước. Tuy nhiên, một số thiên lại cho rằng việc học hành không mang lại nhiều lợi ích, phản ánh sự pha trộn hai luồng tư tưởng đối lập của Nho gia và Đạo gia trong tác phẩm.

### Luận về dưỡng sinh
Hoài Nam tử cho rằng con người, cũng như vạn vật, đều được cấu thành từ hai khí âm và dương. Dương khí tạo nên tinh thần của con người, còn âm khí tạo nên thể xác. Khi qua đời, dương khí sẽ bay lên trời, còn thể xác sẽ trở về đất. Con người được cấu tạo từ tinh thần và thể xác, trong đó tinh thần là một loại "tinh khí" có khả năng ra vào cơ thể. Nếu tinh thần thoát khỏi cơ thể, con người sẽ trở nên mê muội. Tác phẩm cho rằng tinh thần quan trọng hơn thể xác và nhấn mạnh việc dưỡng thần. Tinh thần không nên phóng tán ra bên ngoài mà phải được giữ bên trong cơ thể, giống như việc con người phải ở trong nhà của mình. Khi tâm trí con người trống rỗng và tĩnh lặng, tinh thần sẽ ở lại trong cơ thể. Bản tính con người vốn dĩ là bình yên, "vô vi" và "vô dục", nhưng khi bị ảnh hưởng bởi ngoại vật, con người sẽ sinh ra những cảm giác yêu ghét và thành kiến, từ đó không thể đạt được "Đạo". Hoài Nam tử chủ trương rằng con người cần phải "quý trọng bản thân", "bảo tồn chân thật", và "giữ gìn sự thanh tĩnh và yên vui". Sự thanh tĩnh và không bị xáo động là nền tảng của dưỡng sinh. Ham muốn và cảm xúc không nên vượt quá mức, vì khi cảm xúc bất hòa, bệnh tật sẽ phát sinh.

## Ảnh hưởng
Hoài Nam tử có thể được coi là sự tổng hợp tư tưởng của các trường phái triết học từ thời Tiên Tần đến thời Hán sơ. Với tư tưởng Đạo gia làm chủ đạo, Hoài Nam tử được đánh giá là một tác phẩm lớn thời Hán. Về mặt lịch sử tư tưởng, Hoài Nam tử đóng vai trò quan trọng, giúp người đọc hiểu rõ hơn về tư tưởng triết học của thời Hán sơ. Về cấu trúc, Hoài Nam tử được các học giả đánh giá cao nhờ sự sắp xếp chặt chẽ, hợp lý và mang tính đột phá về thể loại so với thời kỳ đó, thậm chí còn vượt qua Lã Thị Xuân Thu và về mặt tổ chức có thể so sánh với Sử ký của Tư Mã Thiên. Tuy nhiên, một số học giả phê bình rằng Hoài Nam tử thiếu tính sáng tạo và lý thuyết "thiên nhân cảm ứng" của nó được cho là thuộc về chủ nghĩa duy tâm. Lý thuyết chính trị "vô vi" của Đạo gia trong tác phẩm cũng bị phê phán là "trống rỗng" hoặc "không thực tế". Dẫu vậy, nhiều người vẫn ca ngợi Hoài Nam tử như một tác phẩm văn học vĩ đại, đầy chất lãng mạn và triết lý. Tác phẩm này vượt lên những tranh luận giữa các trường phái triết học và tạo nên một hệ thống tư tưởng mới. Tác phẩm không chỉ kế thừa và phát triển tư tưởng của Đạo gia mà còn có thái độ lý trí, thiên về tự nhiên chủ nghĩa, gián tiếp tạo nền tảng cho tư tưởng của Vương Sung thời Đông Hán.
Hoài Nam tử sử dụng khái niệm "khí" để giải thích nguồn gốc của vạn vật, mang khuynh hướng duy vật rõ rệt.  Theo tác phẩm, trời đất và vũ trụ không có ý thức, ý chí hay đạo đức mà chỉ vận hành theo bản chất tự nhiên của chúng, một quan điểm hoàn toàn đối lập với thuyết mục đích luận của Đổng Trọng Thư cùng thời. Thuyết duy vật này đã có ảnh hưởng sâu rộng và được nhiều nhà duy vật sau này kế thừa, có đóng góp lớn cho lịch sử tư tưởng Trung Quốc. Lý thuyết hình thành vũ trụ trong Hoài Nam tử được đánh giá là mang tính hợp lý cao và đã trở thành niềm tin phổ biến của nhiều nhà tư tưởng cũng như các nhà lý học sau này. Quan điểm này cũng có tác động lớn đến vũ trụ luận trong Đạo giáo, đặc biệt trong cách điều hòa giữa thuyết vũ trụ của Đạo đức kinh và Kinh Dịch. Ảnh hưởng của nó tương tự như khái niệm "Thái Cực" trong Kinh Dịch và "Đạo" của Lão Tử. Lý thuyết về sự hình thành bốn mùa của Hoài Nam tử cũng được chấp nhận rộng rãi, trở thành một cách giải thích quan trọng trong triết học và khoa học thời kỳ sau. Một số học giả cho rằng nội dung Hoài Nam tử mang hơi hướng Nho gia, không bị ảnh hưởng quá nhiều bởi thuyết âm dương ngũ hành, thậm chí còn thuần khiết và thực tiễn hơn cả Đổng Trọng Thư hay các nhà Hán học thời Thanh. Về sau, tư tưởng và nội dung của Hoài Nam tử đã trở thành nền tảng cho việc biên soạn cuốn Văn tử, một tác phẩm triết học nổi tiếng khác.

## Các phiên bản
Các ấn bản sớm nhất của Hoài Nam tử được ghi nhận xuất hiện từ thời Bắc Tống, trong đó một số bản đã tồn tại đến tận thế kỷ 20. Bản này từng được lưu giữ tại Thư viện Thành phố Đại Liên, nhưng đã bị Hồng quân Liên Xô lấy đi vào năm 1945 sau Chiến dịch Mãn Châu. Vào thời nhà Minh, một bản sao chép đã được đưa vào bộ sưu tập Tứ Bộ Tùng Khảo. Hiện nay, phiên bản hoàn chỉnh nhất còn lại là bản in năm 1445 thời Minh, thuộc Chính Thống Đạo Tạng. Phiên bản này được biên soạn thành 28 quyển thay vì 21 quyển như nguyên bản thời Bắc Tống, nhưng nội dung không thay đổi. Một số thiên, như thiên 1–5, 8 và 13, được chia thành hai phần: thượng và hạ.
Trong thời nhà Minh, có hơn 15 bản in Hoài Nam tử được xuất bản, tất cả đều dựa trên phiên bản trong Đạo Tạng. Trong số đó, nổi bật có bản của Vương Phố thời Hoằng Trị, bản của Vương Dĩnh thời Gia Tĩnh, và bản của Chu Đông Quang thời Vạn Lịch, tất cả đều giữ cấu trúc 28 quyển. Tuy nhiên, một số bản in thời Vạn Lịch đã quay lại cấu trúc nguyên bản với 21 quyển, điển hình là bản của Mao Nhất Quế và Mao Khôn. Đặc biệt, phiên bản của Mao Khôn trở nên cực kỳ phổ biến và được sử dụng rộng rãi tại Trung Quốc trước khi nhà Thanh bước vào giai đoạn mạt kỳ.
Trong thời nhà Thanh, hai phiên bản quan trọng của Hoài Nam tử xuất hiện. Đầu tiên là bản in trong Đạo Tạng Tập Yếu thời Gia Khánh, và thứ hai là bản do Trang Quý Cát biên soạn vào năm 1789, mặc dù bản này chứa khá nhiều lỗi. Đến năm 1875, các học giả như Đào Phương Kỳ đã chỉnh sửa lại phiên bản của Trang Quý Cát, biến nó trở thành bản phổ biến nhất trong thời kỳ này. Sang thế kỷ 20, học giả Lưu Văn Điển đã biên soạn cuốn Hoài Nam Hồng liệt tập giải, được đánh giá là bản chú giải hoàn thiện nhất thời bấy giờ. Gần đây, vào năm 2013, Trương Song Đệ đã xuất bản một phiên bản chú giải mới mang tên Hoài Nam tử giáo thích, với nhiều bổ sung và giải thích chi tiết hơn, đáp ứng tốt nhu cầu nghiên cứu hiện đại.

## Một số bản dịch
- Nguyễn Tôn Nhan (2008). Hoài Nam tử - Cuộc đời, tư tưởng và toàn văn Hoài Nam Hồng Liệt. Nhà xuất bản Khoa học xã hội.
- Major, John S.; Queen, Sarah A.; Meyer, Andrew Seth; Roth, Harold D. (2010). The Huainanzi (bằng tiếng Anh). Columbia University Press. ISBN 978-0-231-52085-0.
- Le Blanc, Charles; Mathieu, Rémi (2003). Philosophes Taoïstes II: Huainan zi (bằng tiếng Pháp). Paris: Gallimard.

Các bản dịch tập trung vào từng chương riêng lẻ bao gồm:
- Balfour, Frederic H. (1884). Taoist Texts, Ethical, Political, and Speculative (bằng tiếng Anh). London: Trübner.
- Morgan, Evan (1933). Tao, the Great Luminant: Essays from the Huai-nan-tzu (bằng tiếng Anh). London: Kegan Paul, Trench, Trübner & Co.
- Wallacker, Benjamin (1962). The Huai-nan-tzu, Book Eleven: Behavior Culture and the Cosmos (bằng tiếng Anh). New Haven: American Oriental Society.
- Kusuyama, Haruki (1979–1988). E-nan-ji 淮南子 [Huainanzi]. Shinshaku kanbun taikei (bằng tiếng Nhật). Quyển 54, 55, 62.
- Larre, Claude (1982). Le Traité VIIe du Houai nan tseu: Les esprits légers et subtils animateurs de l'essence [Huainanzi Chapter 7 Translation: Light Spirits and Subtle Animators of Essence]. Variétés sinologiques (bằng tiếng Anh). Quyển 67.
- Ames, Roger T. (1983). The Art of Rulership: A Study in Ancient Chinese Political Thought (bằng tiếng Anh). Honolulu: University of Hawaii Press.
- Le Blanc, Charles (1985). Huai nan tzu; Philosophical Synthesis in Early Han Thought: The Idea of Resonance (Kan-ying) With a Translation and Analysis of Chapter Six (bằng tiếng Anh). Hong Kong: Hong Kong University Press.
- Major, John S. (1993). Heaven and Earth in Early Han Thought: Chapters Three, Four and Five of the Huainanzi (bằng tiếng Anh). Albany: State University of New York Press.
- Ames, Roger T.; Lau, D.C. (1998). Yuan Dao: Tracing Dao to Its Source (bằng tiếng Anh). New York: Ballantine Books.